# Kryštofovo Údolí
Kryštofovo Údolí (jusqu'en 1960 : Údol Svatého Kryštofa ; en allemand : Christofsgrund) est une commune du district et de la région de Liberec, en Tchéquie. Sa population s'élevait à 391 habitants en 2021.

## Géographie
Kryštofovo Údolí se trouve à 6 km au sud-ouest de Chrastava, à 9 km à l'ouest de Liberec et à 86 km au nord-nord-est de Prague.
La commune est limitée par Bílý Kostel nad Nisou et Chrastava au nord, par Liberec à l'est, par Světlá pod Ještědem et Křižany au sud, et par Zdislava à l'ouest.

## Histoire
La première mention écrite du village date de 1581.

## Patrimoine
Patrimoine religieux

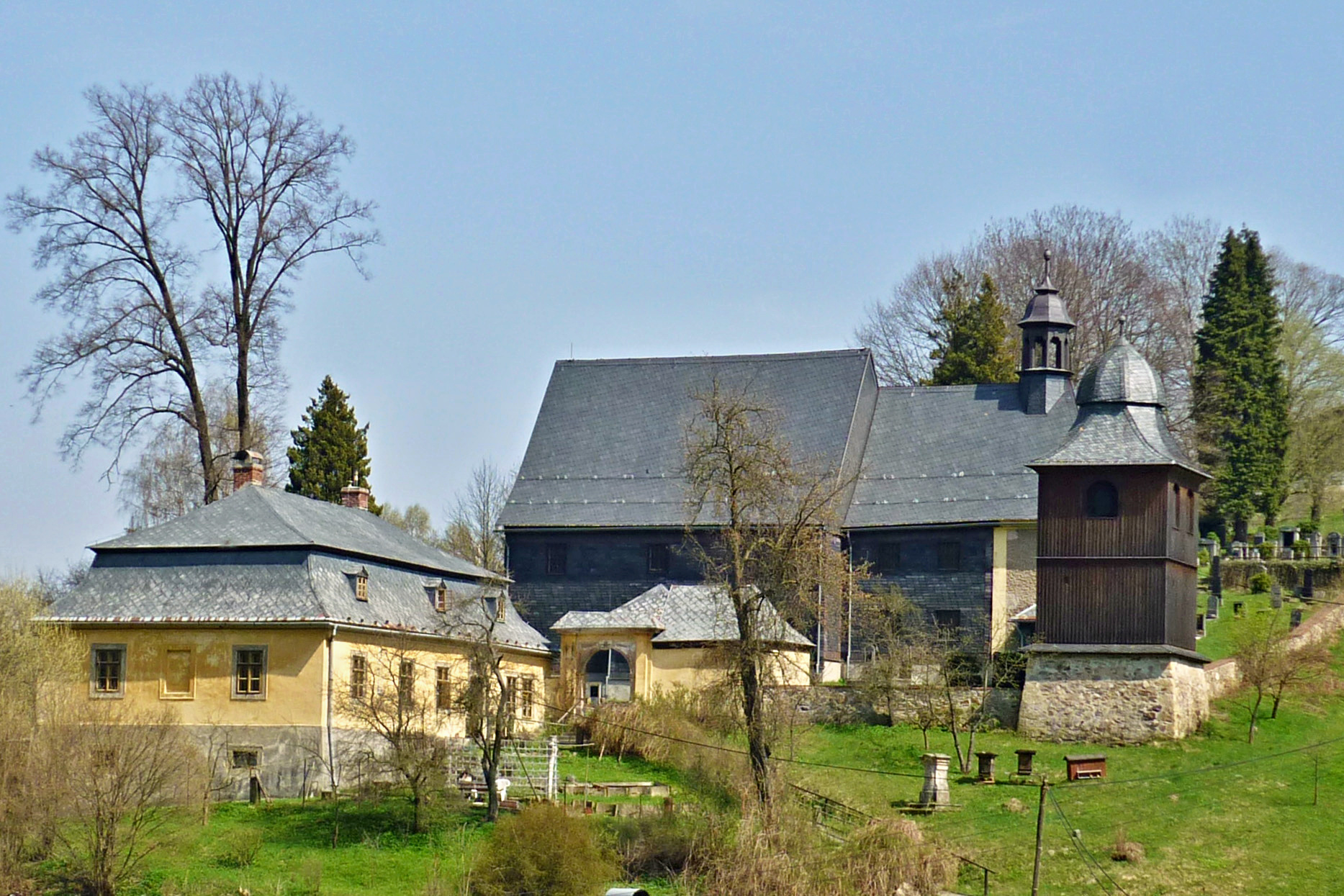
Église Saint-Christophe et presbytère.
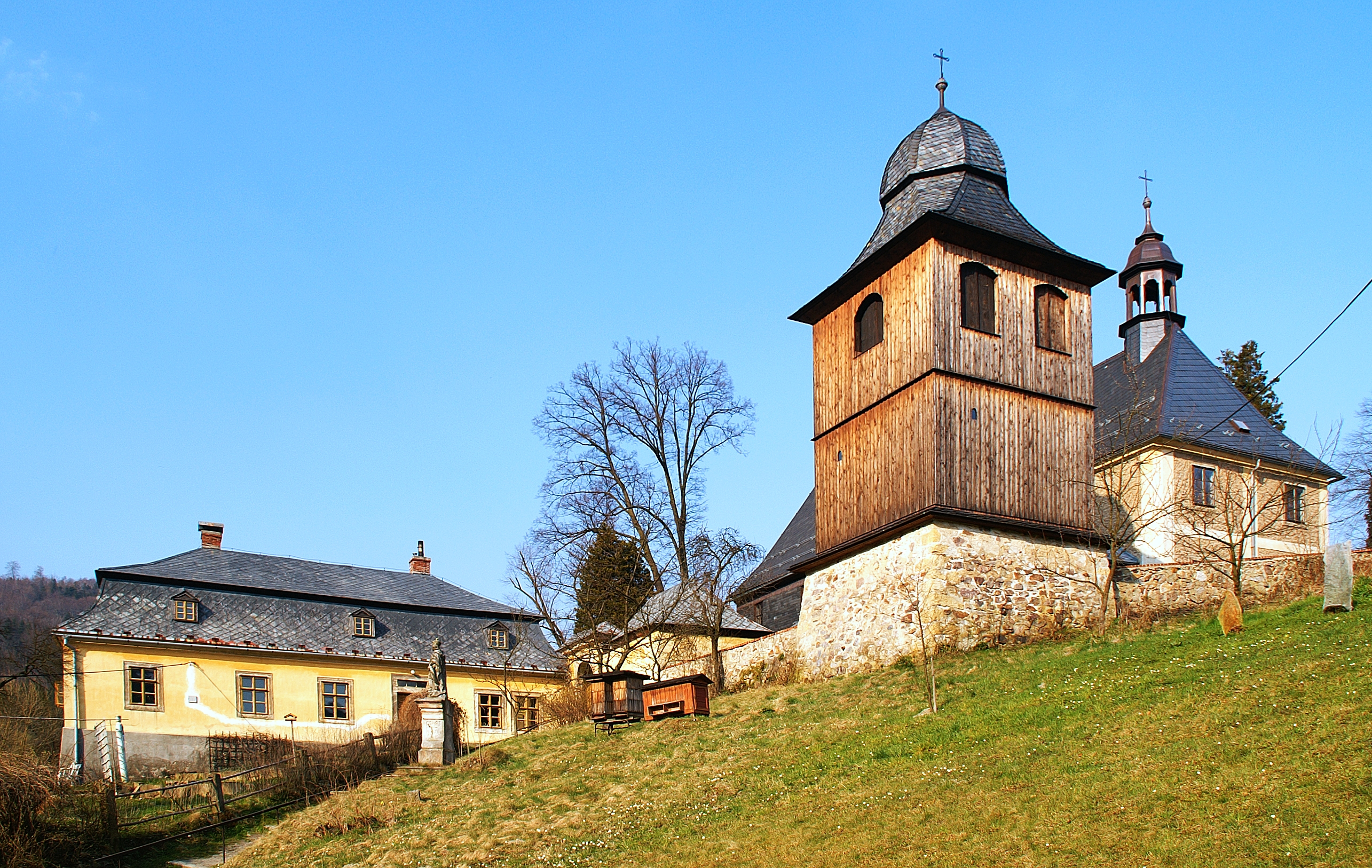
Tour-clocher en bois.

## Administration
La commune se compose de deux sections :
- Kryštofovo Údolí
- Novina

## Transports
Par la route, Kryštofovo Údolí se trouve à 12 km de Liberec et à 121 km de Prague.
Entre 1856 et 1859, le chemin de fer reliant Liberec (Reichenberg) à Zittau a été construit. En 1900, la ligne du chemin de fer transversale de Bohême du Nord a été achevée, reliant Kryštofovo Údolí au réseau ferroviaire grâce au viaduc de Novina, long de 194 m et comptant 14 arches, et au tunnel de Ještědský (Jeschken), long de 818 m.

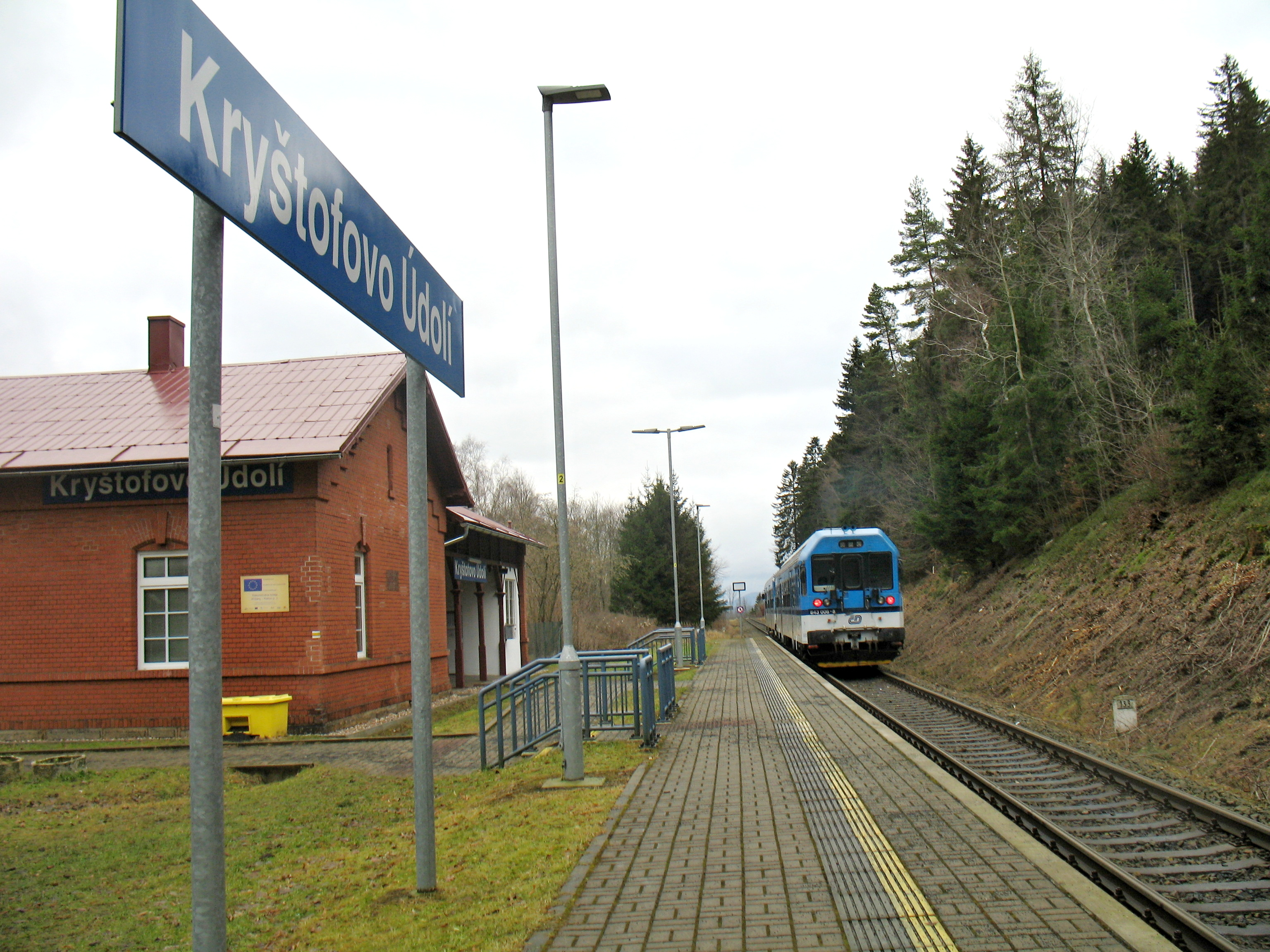
Kryštofovo Údolí : gare ferroviaire.
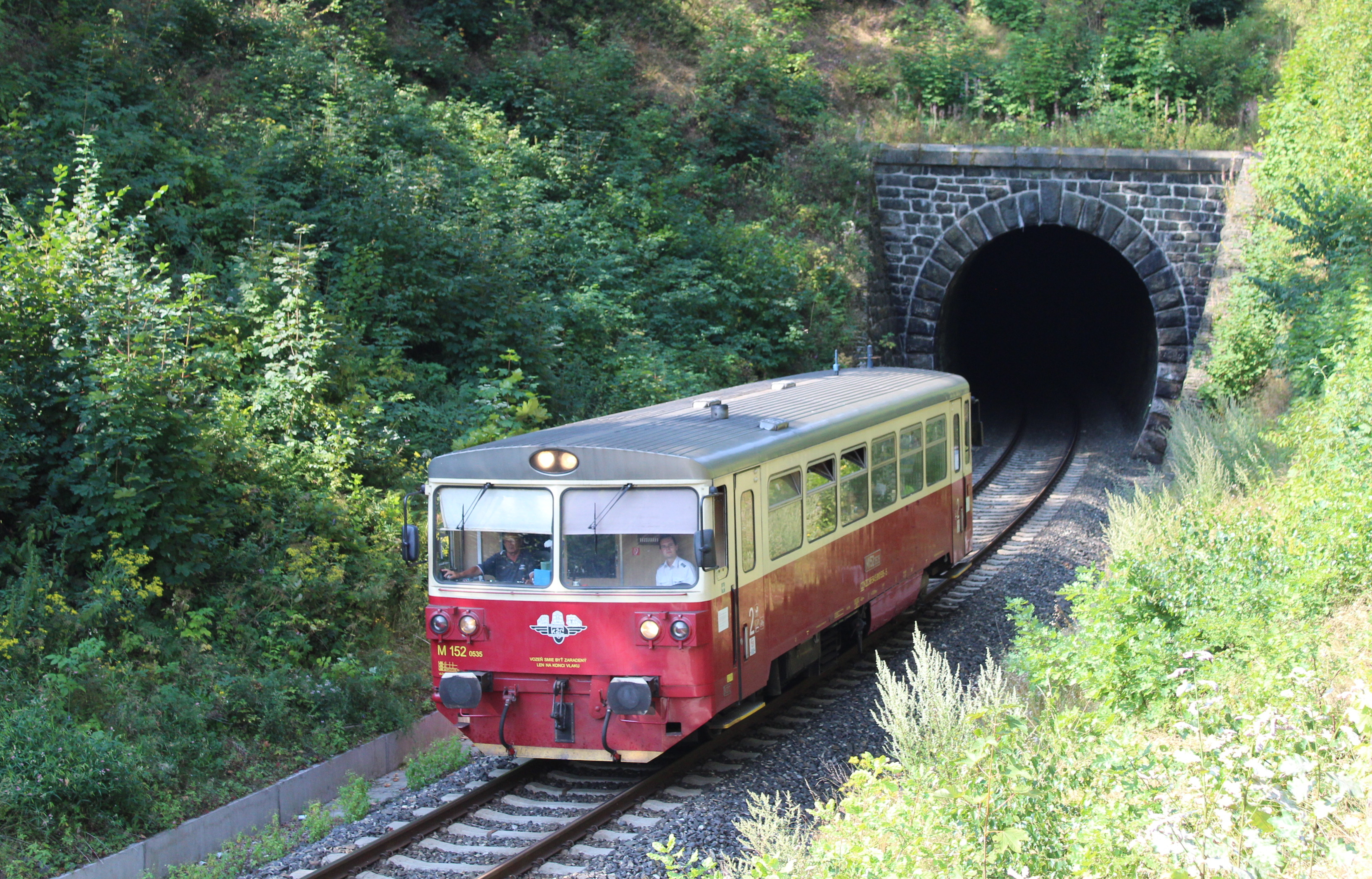
Tunnel de Ještědský ouvert en 1900.

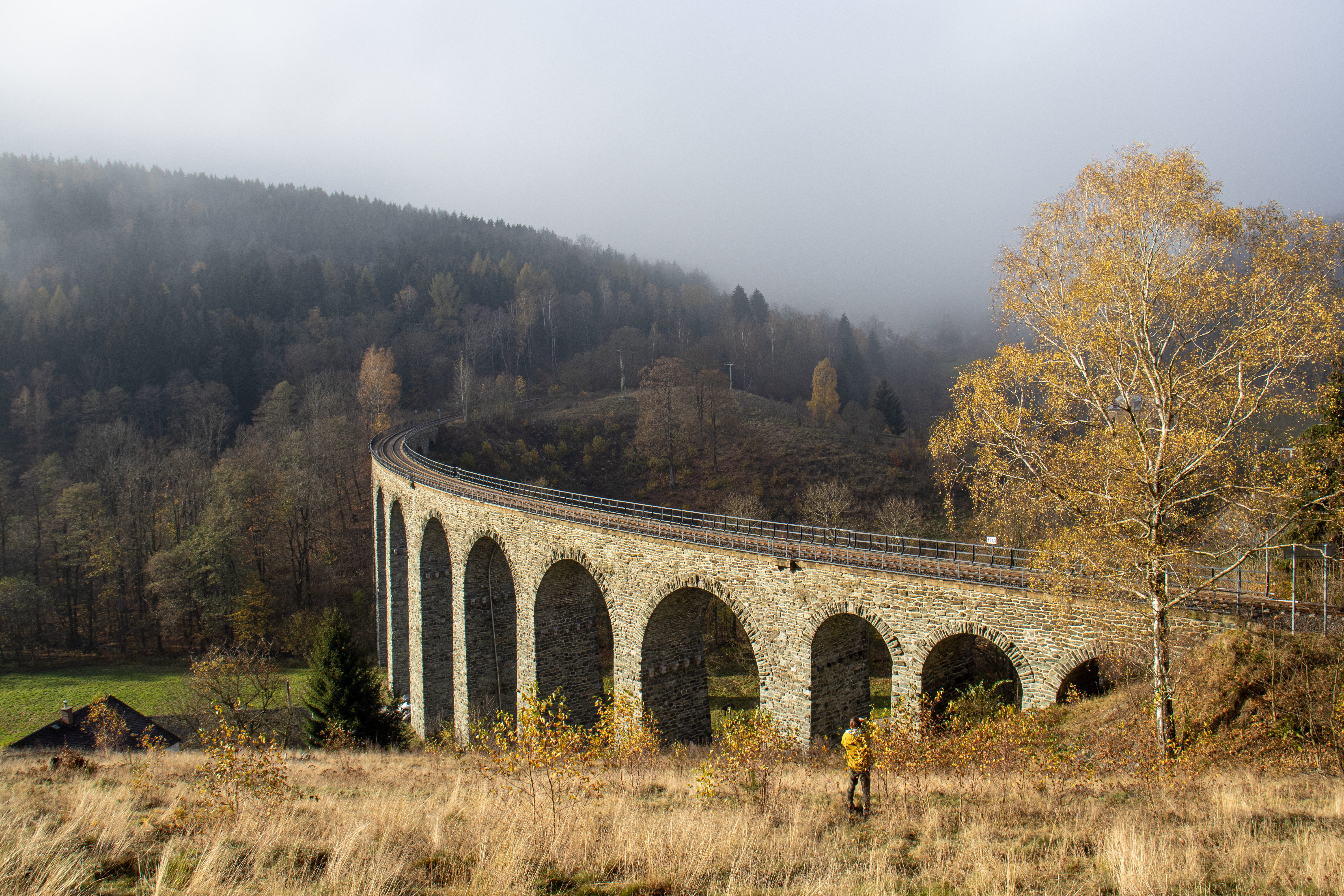
Viaduc de Novina.